# Adromischus schuldtianus
Adromischus schuldtianus es una especie de planta suculenta perteneciente a la familia Crassulaceae.

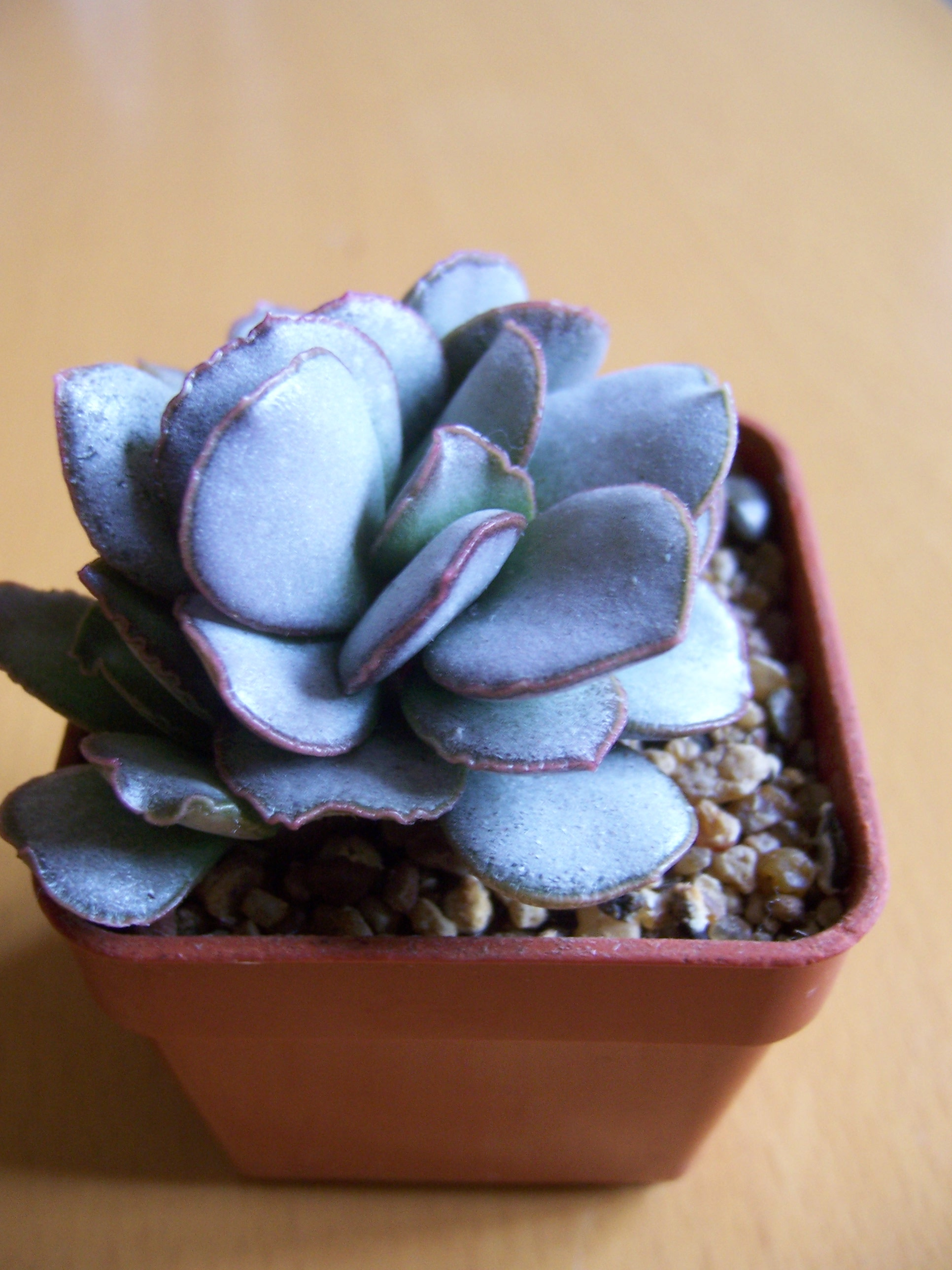
Vista de la planta

## Descripción
Es una planta perenne suculenta, un arbusto enano que alcanza un tamaño de 0.1 - 0.3 m de altura a una altitud de 500 a 2200 metros en Namibia.

## Taxonomía
Adromischus schuldtianus fue descrita por  (Poelln.) H.E.Moore   y publicado en Baileya 20: 29. 1976.
Etimología
Adromischus: nombre genérico que deriva de las palabras griegas: adro = "grueso" y mischus = "tallo".
schuldtianus: epíteto otorgado en honor del botánico austriaco Josef August Schultes.
Sinonimia
- Adromischus schuldtianus subsp. schuldtianus
- Cotyledon schuldtiana Poelln. (1936) basónimo
- Cotyledon trigyna auct. sensu Schönland, non Burch.[3][1]